# Opheodrys aestivus
Espèce
Synonymes
- Coluber aestivus Linnaeus, 1766
- Leptophis majalis Baird & Girard, 1853

Statut de conservation UICN

 LC  : Préoccupation mineure
Opheodrys aestivus est une espèce de serpents de la famille des Colubridae.

## Répartition
Cette espèce se rencontre :
- aux États-Unis en Illinois, en Indiana, en Ohio, en Pennsylvanie, au New Jersey, au Delaware, au Maryland, en Virginie-Occidentale, en Virginie, au Kentucky, au Tennessee, en Caroline du Nord, en Caroline du Sud, en Géorgie, en Floride, en Alabama, au Mississippi, en Louisiane, en Arkansas, au Missouri, au Kansas, en Oklahoma et au Texas.
- dans l'est du Mexique.

## Description

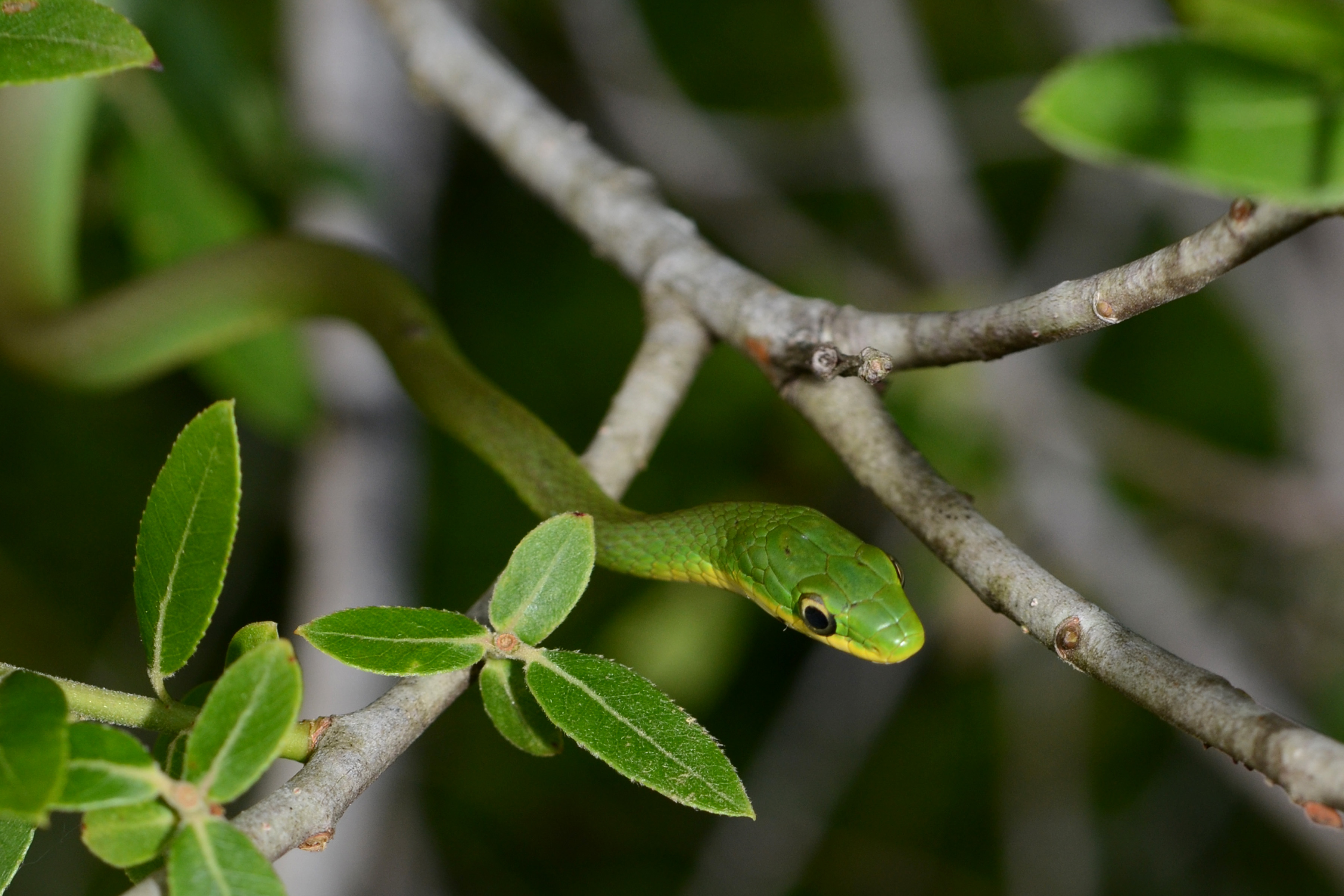
la tête en gros plan

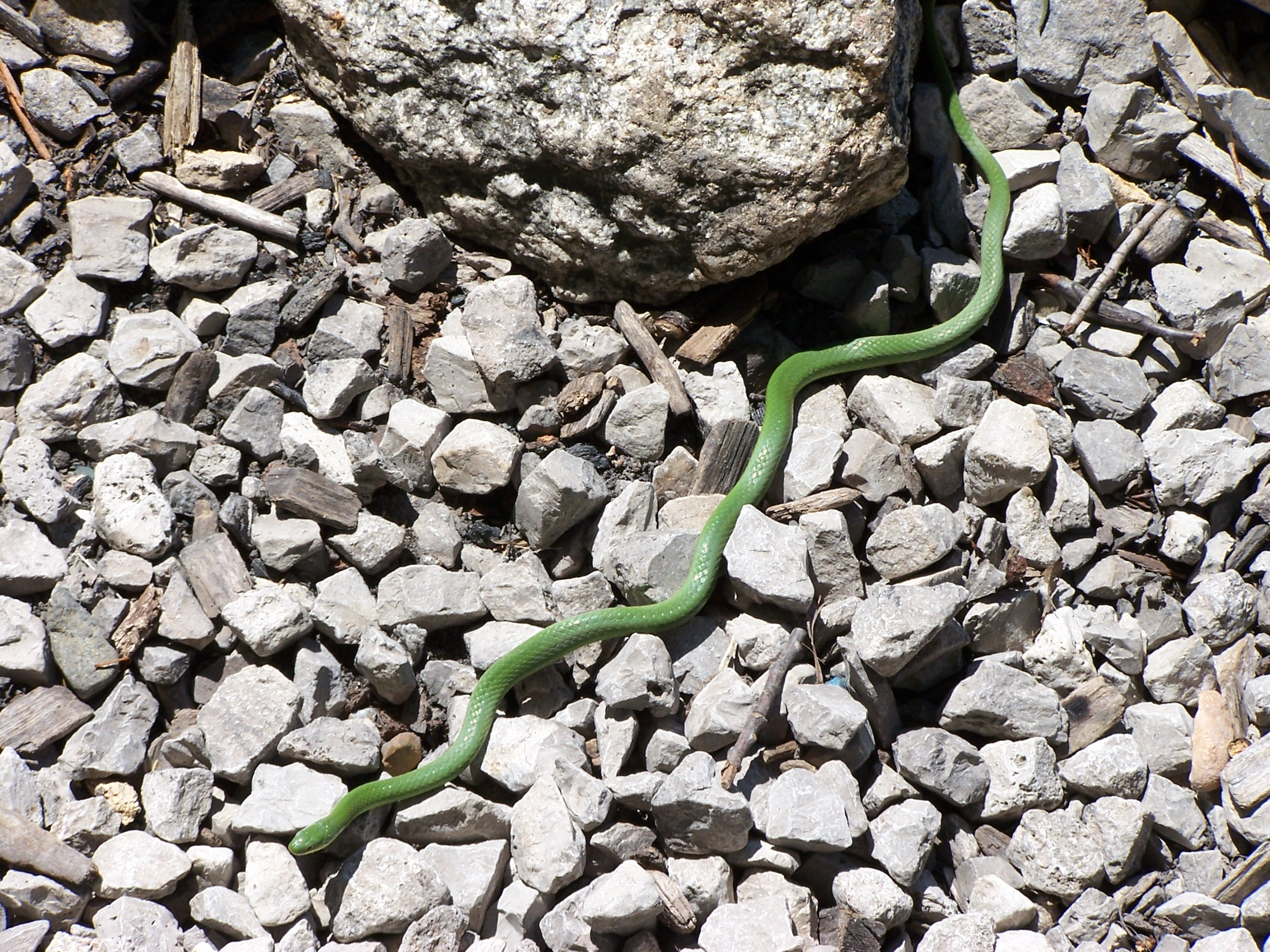
Opheodrys aestivus

Ce serpent est vert sur le dessus, et jaune dessous. Il atteint environ 100 centimètres et est d'aspect très fin. Il vit dans des zones plutôt humides, boisées, et est principalement diurne. Il est carnivore et consomme divers insectes et arthropodes, et éventuellement des escargots et de petits amphibiens.
Ce reptile se reproduit au printemps, Les femelles pondent de 3 à 12 œufs, en utilisant parfois des sites de ponte communautaires. Les petits éclosent en général en août et septembre, et mesurent environ 20 centimètres à la naissance.

## Liste des sous-espèces
Selon The Reptile Database (19 février 2014) :
- Opheodrys aestivus aestivus (Linnaeus, 1766)
- Opheodrys aestivus carinatus Grobman, 1984

## Publications originales
- Grobman, 1984 : Scutellation variation in Opheodrys aestivus. Bulletin of the Florida State Museum, Biological Sciences, vol. 29, no 3, p. 153-170 (texte intégral).
- Linnaeus, 1766 : Systema naturæ per regna tria naturæ, secundum classes, ordines, genera, species, cum characteribus, differentiis, synonymis, locis. Tomus I. Editio duodecima, reformata. Laurentii Salvii, Stockholm, Holmiae, p. 1-532.